# Mistrzostwa Azji w Maratonie 2000
Mistrzostwa Azji w Maratonie 2000 – zawody lekkoatletyczne na dystansie maratońskim, które odbyły się 2 lipca 2000 w Tajlandzkim mieście Pattayi.
Były to siódme odrębne mistrzostwa Azji w maratonie, we wcześniejszych latach trzykrotnie (1973, 1975 oraz 1985) konkurencję tę rozgrywano w ramach mistrzostw Azji w lekkoatletyce.

## Rezultaty

### Mężczyźni
| Konkurencja:    | 1. miejsce       | Rezultat | 2. miejsce             | Rezultat | 3. miejsce     | Rezultat |
| Bieg maratoński | Kenichi Kawakubo | 2:26:06  | Sarath Prasanna Gamage | 2:28:25  | Yukiyasu Ogura | 2:30:03  |

### Kobiety
| Konkurencja:    | 1. miejsce       | Rezultat | 2. miejsce        | Rezultat | 3. miejsce | Rezultat |
| Bieg maratoński | Sunisa Sailomyen | 2:58:14  | Christabel Martes | 3:05:07  | Winnie Ng  | 3:09:43  |